# Città Rurale di Mildura
La città rurale di Mildura è una Local Government Area che si trova nello Stato di Victoria. Essa si estende su una superficie di 22.214 chilometri quadrati e ha una popolazione di 50.979 abitanti. La sede del consiglio si trova a Mildura.